# Kortonjo
Kortonjo is een wijk in het stadsdeel Stratum in de stad Eindhoven, in de Nederlandse provincie Noord-Brabant. De wijk ligt in het zuiden van Eindhoven. Op 1 januari 2023 telde de wijk 8.965 inwoners, verdeeld over 4.106 woningen, met een gemiddelde WOZ-waarde van € 455.000, op een oppervlakte van 3,22 km².
De wijk bestaat uit de volgende buurten:
- Kerstroosplein
- Gerardusplein
- Genneperzijde (Poelhekkelaan)
- Roosten
- Eikenburg
- Sportpark Aalsterweg

De wijk ligt aan de zuidkant van Eindhoven en kent veel natuurgebied bij de Genneperzijde, recreatie op het Sportpark Aalsterweg. De wijk rondom het Gerardusplein is voornamelijk begin 20e eeuw gebouwd.
Aan de Aalsterweg 237-239 ligt het rijksmonument Villa Kortonjo, bestaande uit een zomerhuis met tuinmanswoning en koetshuis met stal, dat in 1907 naar ontwerp van architect Gerard Geenen werd gebouwd voor notaris J.J. Fens. De naam Kortonjo, die is gaan gelden voor de gehele wijk, is samengesteld uit de namen Kor, Anton en Joseph, de drie gezinsleden van de familie Fens.
Een ander rijksmonument ligt aan de Aalsterweg 287, het pensionaat Eikenburg, dat in 1895 werd gesticht als jongensinternaat.

## Fotogalerij

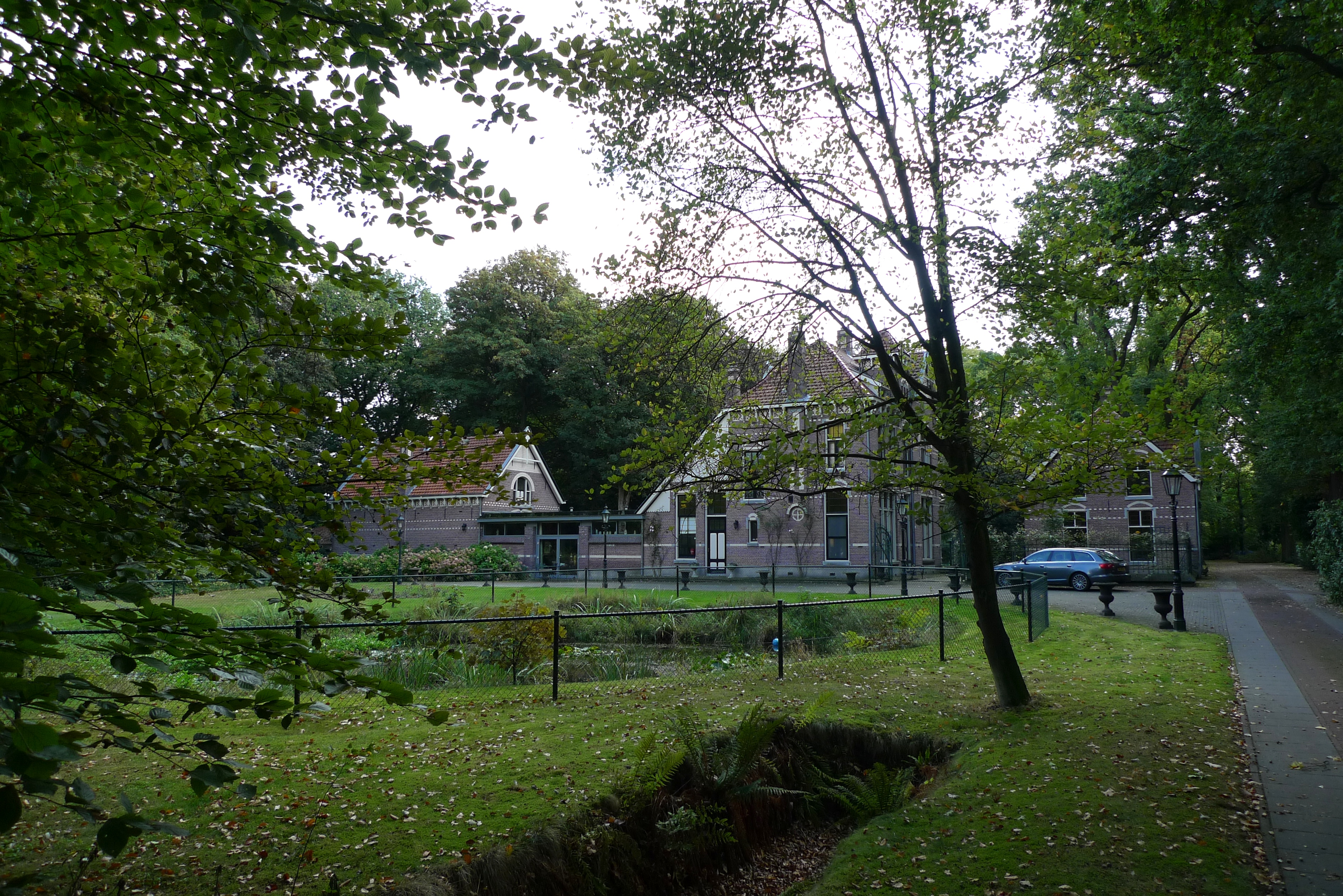
Villa Kortonjo
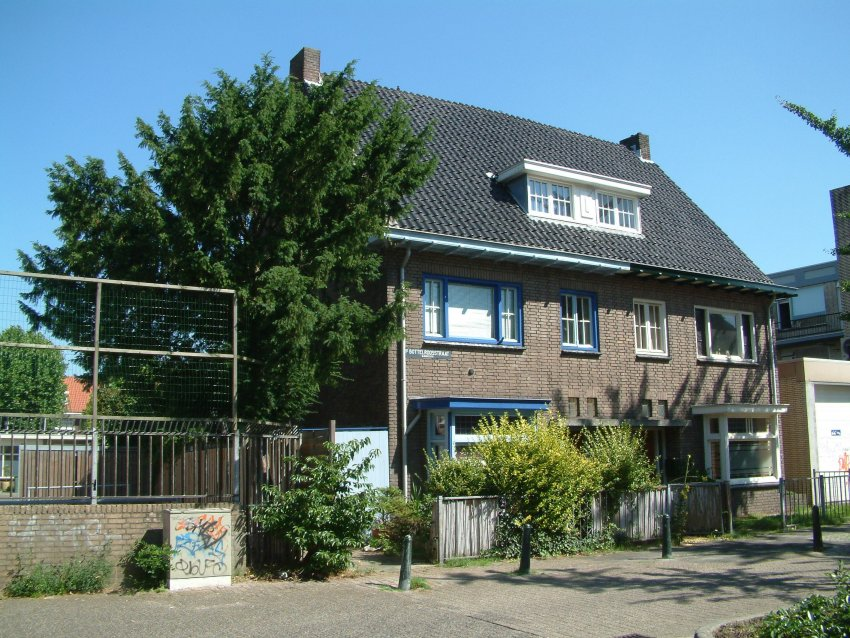
1e Bottelroosstraat (Kerstroosplein)
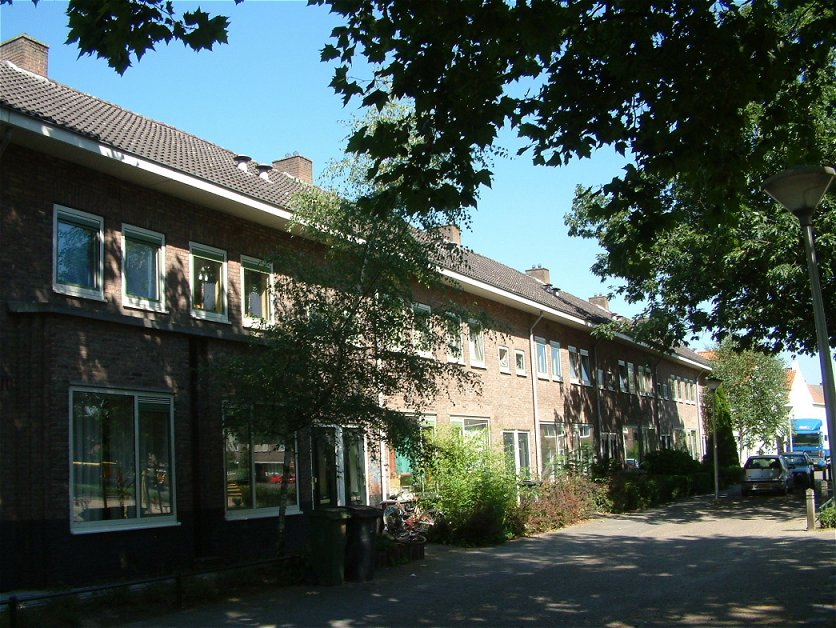
Kerstroosplein (Kerstroosplein)
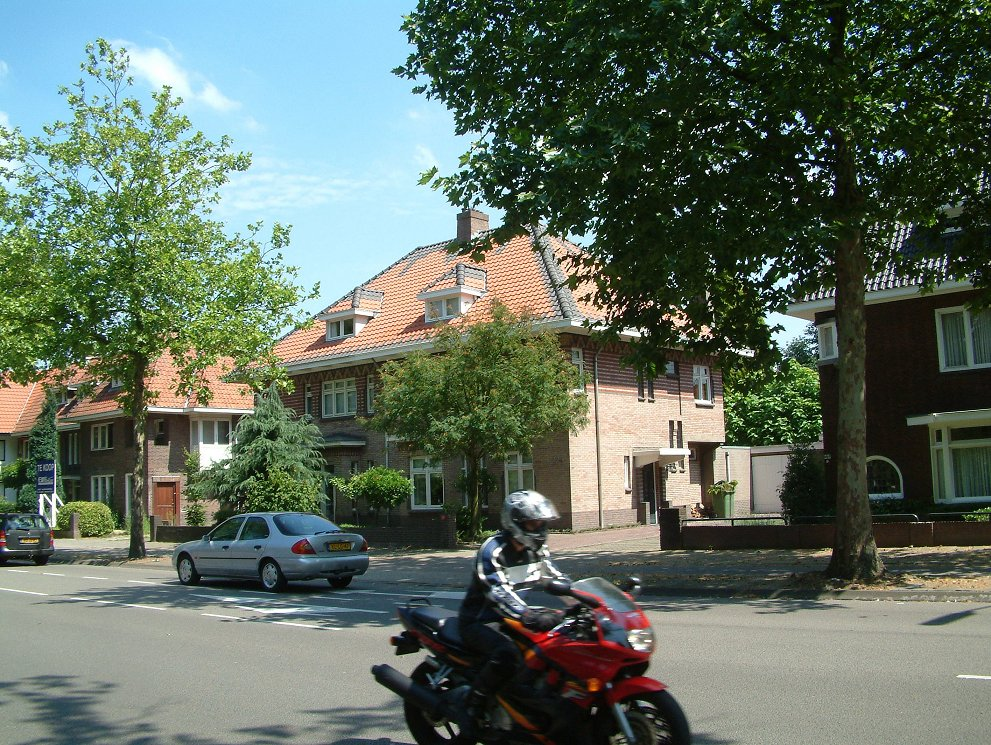
Aalsterweg 203-205, rijksmonumenten (Gerardusplein)